# قوش كرپي (كتول)
قوش كرپي (بالفارسية: قوش‌کرپی) هي قرية تقع في إيران في قسم کتول الریفي. يقدر عدد سكانها بـ 582 نسمة بحسب إحصاء 2016.